# Dasychira tessmanni
Dasychira tessmanni är en fjärilsart som beskrevs av Erich Martin Hering 1926. Dasychira tessmanni ingår i släktet Dasychira och familjen tofsspinnare. Inga underarter finns listade i Catalogue of Life.